# B-Funk Family
B-Funk Family ist ein österreichisches Bandprojekt aus der Steiermark.

## Geschichte
2000 erreichte die Band einen großen Bekanntheitsgrad insbesondere in der Steiermark, mit dem Lied Hiatamadl, das auf einer Neubearbeitung von Wolfgang Ambros’ Konzeptalbum Der Watzmann ruft – The Return of the Watzmann – zu finden ist. Als Initiator des Projekts gilt der ehemalige Ö3-Moderator und Intendant der Vereinigten Bühnen Wien Rudi Klausnitzer. Der Song erreichte zwar nur den 57. Platz in den Ö3 Austria Top 40, allerdings kam Airplay von vielen Radiostationen, darunter Ö3 und FM4, dazu. Die Mitglieder der Band sind zum Teil bereits bekannte Musiker, wie Florian Randacher und Ernst Gottschmann von der Band Ausseer Hardbradler. Außerdem wirkte die Sängerin Zabine auf dem ersten Album mit. Stilistisch ist die Band von den Musikrichtungen Funk und Reggae stark beeinflusst.

## Diskografie

### Alben
- Ich dreh und drink gern
- Watzmann Der Berg ruft

### Lieder (Auswahl)
- Hiatamadl
- Homeless Child
- The Healer